# William Congreve (Erfinder)

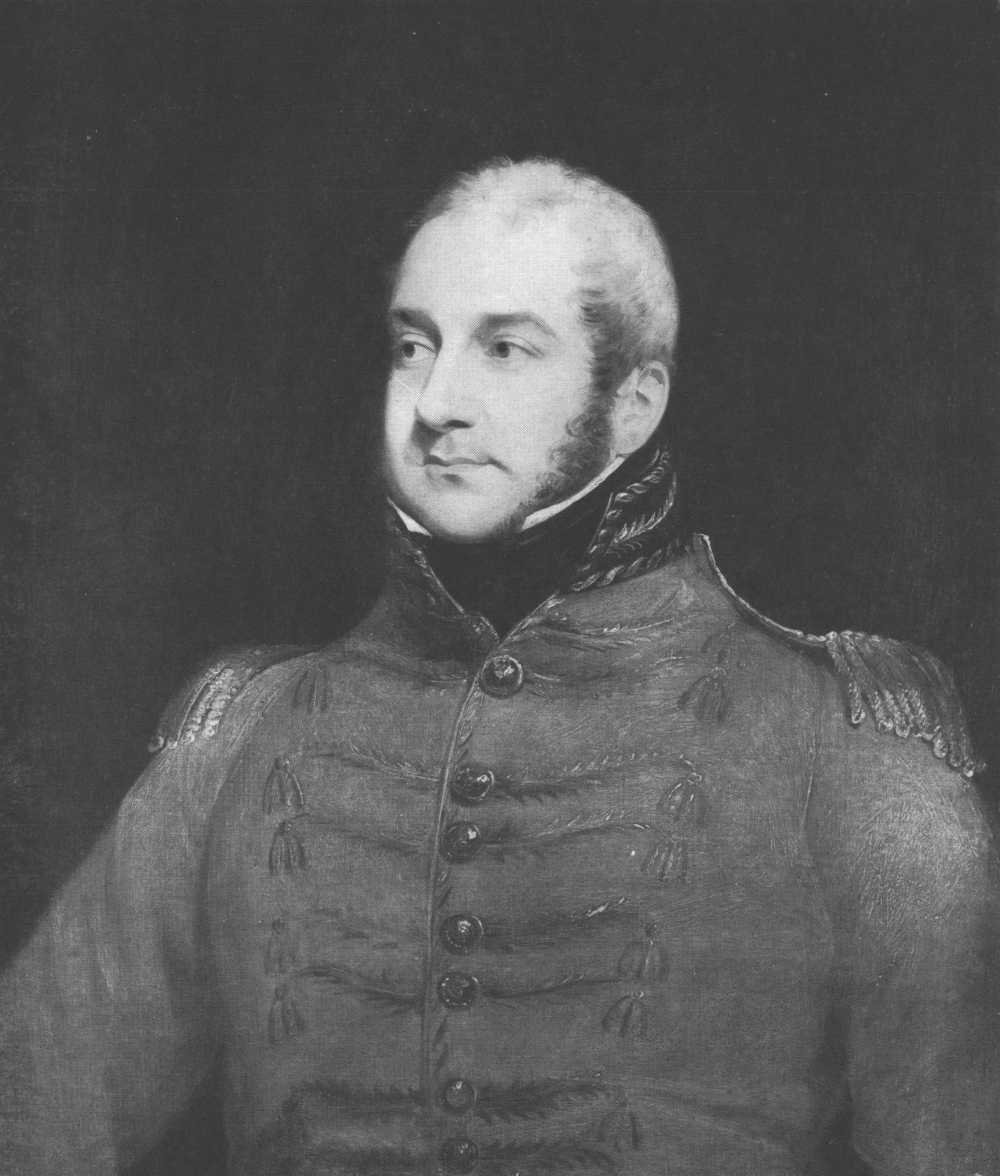
Sir William Congreve, 2. Baronet

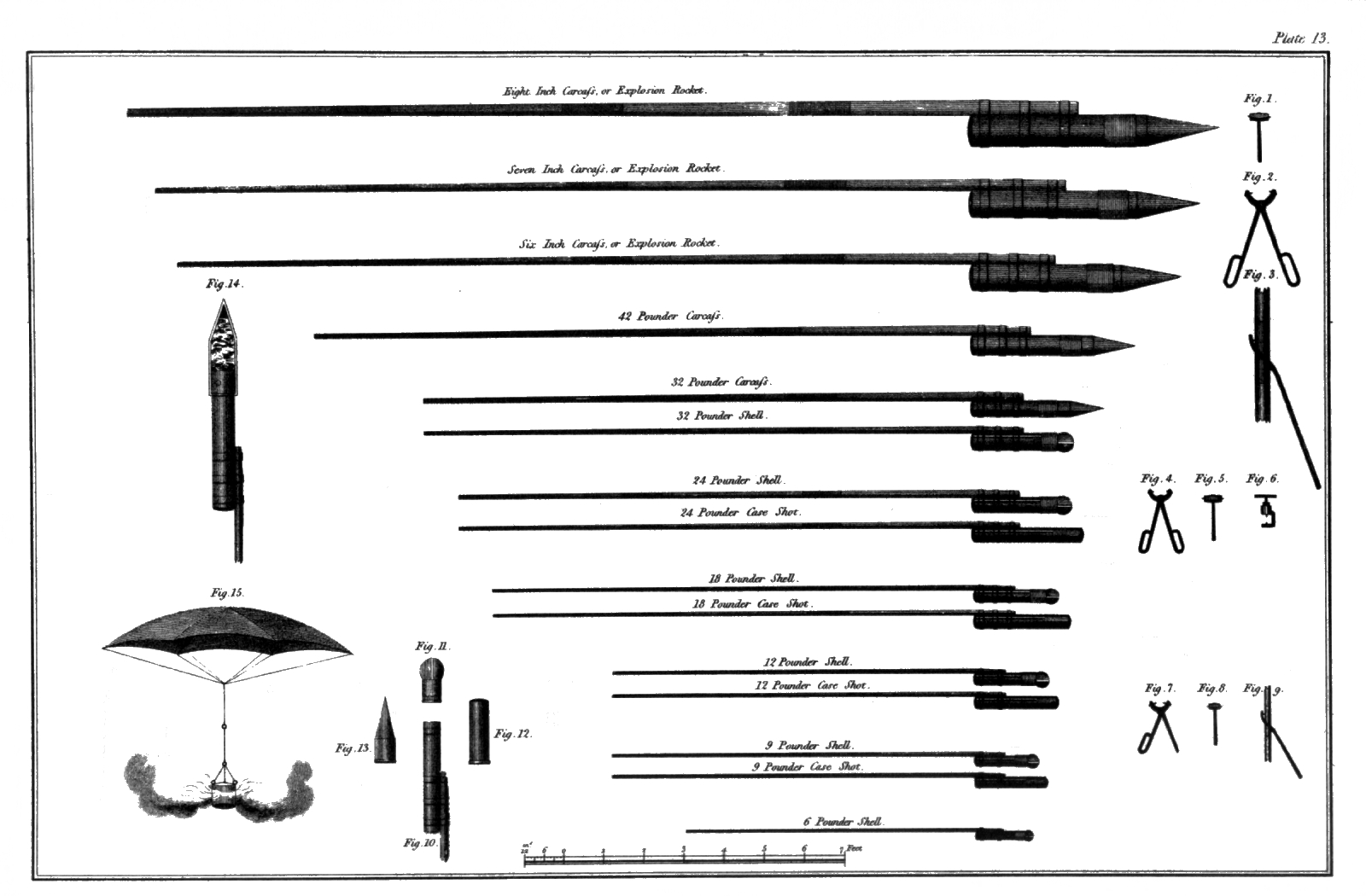
Modelltypen der von Congreve entwickelten Raketenwaffen

Sir William Congreve, 2. Baronet (* 20. Mai 1772 in Kent; † 15. Mai 1828 in Toulouse) war ein britischer Offizier der Artillerie und Ingenieur. Congreve wurde bekannt durch die nach ihm benannten Raketen, die Congreve’schen Raketen.

## Leben
William Congreve wurde als Sohn des Artilleriegenerals Sir William Congreve, 1. Baronet geboren und erbte 1814 dessen Adelstitel eines Baronet, of Walton in the County of Stafford.
Er machte sich durch mehrere Erfindungen im Schleusen- und Kanalbau sowie durch die vom Duke of York and Albany geleiteten neuen Einrichtungen des britischen Heerwesens verdient. Er wurde deshalb zum Aufseher des königlichen Laboratoriums ernannt.
Seine bedeutendste Erfindung war eine Art Brandrakete. Mit diesem Typ stellte er seit 1804 erste größere Versuche an. 1806 wurden sie bei Boulogne, 1807 beim Bombardement von Kopenhagen, 1809 beim Angriff auf die französische Flotte bei Île d’Aix und bei der Beschießung von Vlissingen und 1813/1814 vor Glückstadt eingesetzt. Die Briten schickten dann während der Befreiungskriege ihren Verbündeten Raketenbatterien, die man 1813 bei den Belagerungen von Wittenberg und Danzig sowie in der Völkerschlacht bei Leipzig anwandte.
Congreves Raketen wurden ferner im Krieg von 1812 gegen die Amerikaner eingesetzt. Während des Bombardements von Baltimore im September 1814 inspirierten die von den Briten abgeschossenen Raketen den Amerikaner Francis Scott Key zu einer Zeile (…and the rockets red glare…) für sein Lied The Star-Spangled Banner, das später zur amerikanischen Nationalhymne wurde.
Eine andere Erfindung Congreves betraf den Farbdruck, den er so weit zu verbessern versuchte, dass man mehrere Farben gleichzeitig drucken konnte (siehe Congrevedruck). 1808 ließ er seine Congreve-Kugeluhr patentieren. Dabei läuft eine Kugel auf einer in eine Messingplatte eingefrästen Zickzacklinie.
1812 wurde er erstmals ins House of Commons gewählt. Als Tory war er von 1812 bis 1816 Abgeordneter für das Borough Gatton in Surrey und von 1818 bis zu seinem Tod für das Borough Plymouth in Devon.
1816 und 1817 begleitete er den damaligen russischen Großfürsten Nikolaus auf dessen Reisen durch Großbritannien. Dann trat er 1824 an die Spitze der Imperial-Continental-Gas-Association (ICGA), einer Gesellschaft zur Einführung der Gasbeleuchtung auf dem europäischen Kontinent. Hier wurde er allerdings in Geldschwierigkeiten gebracht, so dass er sich 1828 nach Toulouse begab, wo er am 15. Mai starb.
Der Mondkrater Congreve ist nach ihm benannt.

## Werke
- Elementary treatise on the mounting of naval ordnance. London 1812.
- Description of the hydro-pneumatic lock. London 1815.
- A treatise on the general principles, powers and facility of application of the Congreve rocket system, as compared with artillery. London 1827; deutsch: Weimar 1829.